# Ellen Bos
Ellen Bos (* 1960) ist eine deutsche Politologin und Hochschullehrerin.

## Leben
Nach dem Abschluss ihres Studiums an der Ruhr-Universität Bochum im Jahre 1986 war sie von 1990 bis 1993 als wissenschaftliche Mitarbeiterin am Geschwister-Scholl-Institut für Politische Wissenschaften der Ludwig-Maximilians-Universität München tätig. Nach der Promotion 1991 in Bochum war sie von 1993 bis zum Jahr 2005 zunächst als wissenschaftliche Assistentin und dann als wissenschaftliche Oberassistentin wiederum am Geschwister-Scholl-Institut tätig. Nach der Habilitation 2000 in München war sie von 2001 bis 2002 sowie 2003 bis 2004 Lehrstuhlvertreterin am Geschwister-Scholl-Institut; von 2002 bis 2003 lehrte sie als Gastprofessorin am Sozialwissenschaftlichen Institut der Humboldt-Universität zu Berlin. Seit 2004 ist sie Professorin an der Andrássy Universität Budapest.

## Schriften (Auswahl)
- Leserbriefe in Tageszeitungen der DDR. Zur „Massenverbundenheit“ der Presse 1949–1989. Opladen 1993, ISBN 3-531-12376-9. kurze Auszüge
- Verfassungsgebung und Systemwechsel. Die Institutionalisierung von Demokratie im postsozialistischen Osteuropa. Wiesbaden 2004, ISBN 3-531-13542-2.
- als Herausgeberin: Konservativismus im 21. Jahrhundert. Liebe zu alten Lastern oder Angst vor neuen Fehlern?. Baden-Baden 2014, ISBN 3-8487-0829-9.
- als Herausgeberin mit Christina Griessler und Christopher Walsch: Die EU-Strategie für den Donauraum auf dem Prüfstand. Erfahrungen und Perspektiven. Baden-Baden 2017, ISBN 3-8487-1746-8.